# Radoľa
Radoľa (hongrois : Radola) est un village de Slovaquie situé dans la région de Žilina.

## Histoire
La première mention écrite du village date de 1332.

## Démographie

### Évolution de la population
| Année:               | 1994. | 2004.   | 2014.   | 2024.   |
| -------------------- | ----- | ------- | ------- | ------- |
| Nombre de personnes: | 1342  | 1372    | 1459    | 1533    |
| Différence:          |       | +2,23 % | +6,34 % | +5,07 % |

| Année:               | 2023. | 2024.   |
| -------------------- | ----- | ------- |
| Nombre de personnes: | 1543  | 1533    |
| Différence:          |       | -0,64 % |